# Simulateur solaire

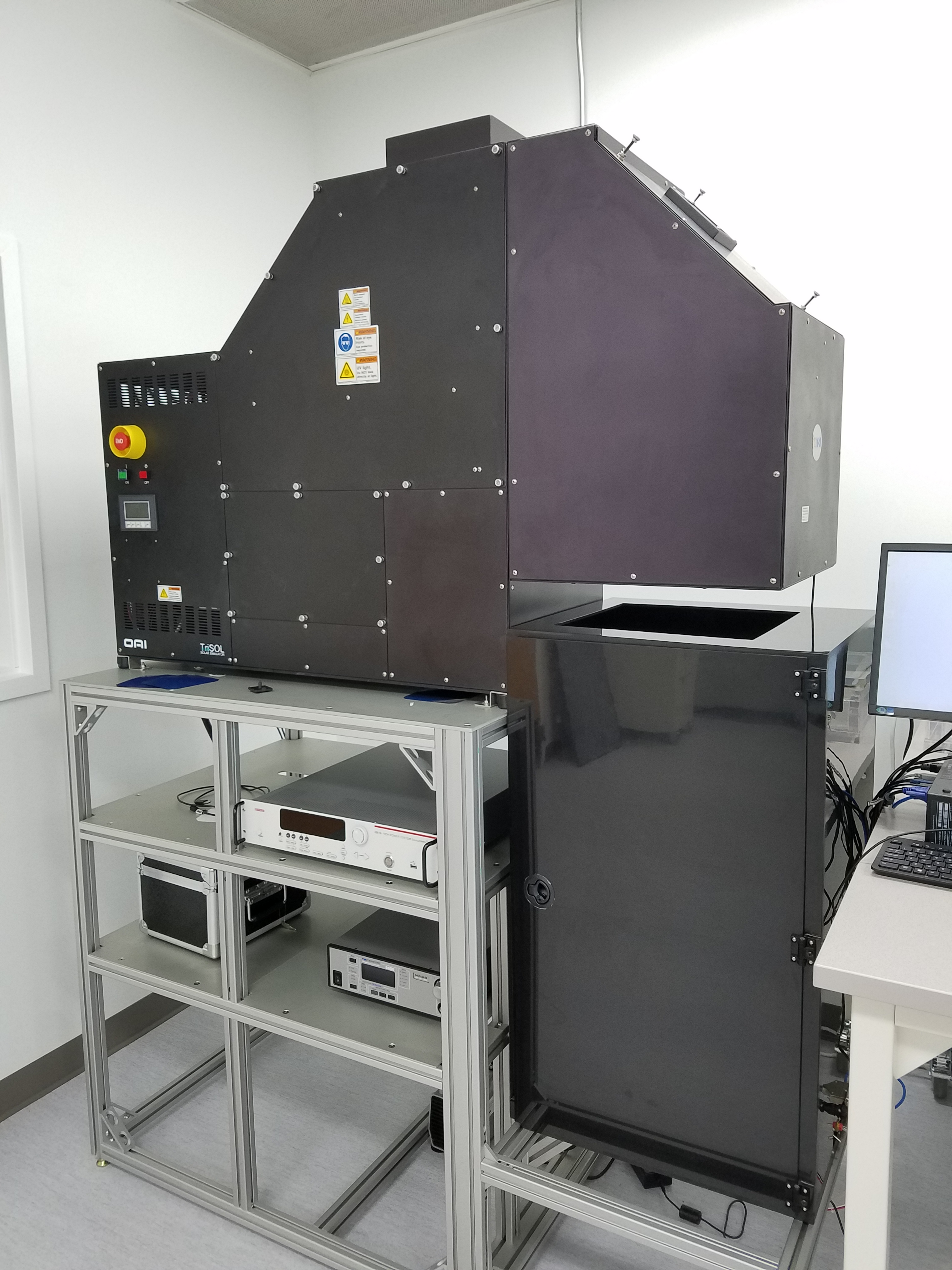
Simulateur solaire à U-Dub.jpg
Un simulateur solaire AAA de classe TriSol d'OAI avec un spectre AM1.5G. Pris au laboratoire Washington Clean Energy Testbeds à l'Université

Un simulateur solaire (également un soleil artificiel) est un appareil fournissant un éclairage se rapprochant de la lumière naturelle. Le but du simulateur solaire est de fournir une installation d'essai à l'intérieur contrôlable dans des conditions de laboratoire, utilisé pour tester des cellules solaires, écran solaire, les matières plastiques et d'autres matériaux et dispositifs.

## Classification
Les normes IEC 60904-9 et ASTM E927-10 sont une spécification commune pour les simulateurs solaires utilisés pour les tests photovoltaïques. La lumière d'un simulateur solaire est contrôlée sur trois aspects :
1. Correspondance spectrale
2. Uniformité spatiale
3. Stabilité temporelle

Chaque aspects est classé dans l'une des trois classes suivantes : A, B ou C. Les spécifications requises pour chaque classe sont définies dans le tableau ci-dessous. Un simulateur solaire répondant aux spécifications de classe A dans les trois dimensions est désigné sous le nom de simulateur solaire de classe A, ou parfois de classe AAA (en référence à chacune des aspects dans l'ordre indiqué ci-dessus).
| Classification | Correspondance spectrale (pour chaque intervalle) | Uniformité spatiale de l'irradiance | Stabilité temporelle |
| -------------- | ------------------------------------------------- | ----------------------------------- | -------------------- |
| Class A        | 0.75–1.25                                         | 2%                                  | 2%                   |
| Class B        | 0.6–1.4                                           | 5%                                  | 5%                   |
| Class C        | 0.4–2.0                                           | 10%                                 | 10%                  |

Le spectre de simulation solaire est également spécifié via l'irradiance intégrée sur plusieurs intervalles de longueur d'onde. Le pourcentage d'éclairement énergétique total est présenté ci-dessous pour les spectres terrestres standard de AM1.5 G et de AM1.5D, ainsi que le spectre pour le spatial, AM0.
| Intervalle de longueur d'onde [nm] | AM1.5D  | AM1.5G  | AM0   |
| ---------------------------------- | ------- | ------- | ----- |
| 300–400                            | no spec | no spec | 8.0%  |
| 400–500                            | 16.9%   | 18.4%   | 16.4% |
| 500–600                            | 19.7%   | 19.9%   | 16.3% |
| 600–700                            | 18.5%   | 18.4%   | 13.9% |
| 700–800                            | 15.2%   | 14.9%   | 11.2% |
| 800–900                            | 12.9%   | 12.5%   | 9.0%  |
| 900–1100                           | 16.8%   | 15.9%   | 13.1% |
| 1100–1400                          | no spec | no spec | 12.2% |

Ces spécifications étaient principalement destinées au silicium photovoltaïque, de sorte que la plage spectrale sur laquelle les intervalles ont été définis était limitée principalement à la région d'absorption du silicium. Si cette définition convient également à plusieurs autres technologies photovoltaïques, y compris les cellules solaires à couches minces construites à partir de tellurure de cadmium ou de CIGS, elle n’est pas suffisant pour le sous-domaine émergent des photovoltaïques concentrés utilisant des cellules à semi-conducteurs à haut rendement III-V cellules solaires multijonctions en raison de leur bande passante d'absorption plus large de 300–1800 [nm].